# Ангелус, Оскар
О́скар А́нгелус (эст. Oskar Angelus, 25 апреля 1892, Эстляндская губерния — 3 ноября 1979, Лунд, Швеция) — эстонский политик, коллаборационист.

## Биография
Родился 25 апреля 1892 года в Харью, в семье Карла Ангелуса и Софьи Августы Иоханны Ангелус, урождённой Эйхорн.
В 1911 году Оскар закончил Дерптский университет. Участвовал в Освободительной войне, награждён Крестом Свободы 3 степени. До 1940 года работал в Министерстве внутренних дел Эстонии.
Во время германской оккупации — ландесдиректор (министр) внутренних дел (1941—1944) в администрации Хяльмара Мяэ. Международная комиссия по расследованию преступлений против человечности под эгидой Президента Эстонии возложила на Ангелуса и ряд других высших лиц администрации ответственность за геноцид евреев и другие преступления в годы оккупации.
После войны бежал вместе с семьёй в Швецию. Шведское правительство отказалось привлечь Ангелуса и других коллаборационистов к ответственности. Опубликовал мемуары «Страна тысячи властелинов» («Tuhande valitseja maa»; 1956) и ряд исторических работ.
Умер в городе Лунд в Швеции 3 ноября 1979 года.